# David McMackon
David McMackon (* 19. März 1858 in Markham; † 10. Dezember 1922 in Angus) war ein kanadischer Sportschütze.

## Erfolge
David McMackon nahm an den Olympischen Spielen 1908 in London im Trap teil. Die Einzelkonkurrenz schloss er mit 50 Punkten auf dem zwölften Platz ab. Im Mannschaftswettbewerb belegte er mit 405 Punkten an der Seite von Walter Ewing, George Beattie, Mylie Fletcher, Arthur Westover und George Vivian hinter der ersten und vor der zweiten britischen Mannschaft den zweiten Platz und gewann somit die Silbermedaille. McMackon war mit 56 Punkten der schwächste Schütze der Mannschaft.